# Лоу, Бернард Фрэнсис
Бернард Фрэнсис Лоу (англ. Bernard Francis Law; 4 ноября 1931, Торреон, Мексика — 20 декабря 2017, Рим, Италия) — американский кардинал. Епископ Спрингфилда c 22 октября 1973 по 11 января 1984. Архиепископ Бостона с 11 января 1984 по 13 декабря 2002. Архипресвитер базилики Санта Мария Маджоре с 27 мая 2004 по 21 ноября 2011. Кардинал-священник с титулом церкви Санта-Сусанна с 25 мая 1985. Ушёл в отставку с поста архиепископа 13 декабря 2002 года, в связи с «педофильским скандалом» в Римско-католической церкви Северной Америки.

## Ранняя жизнь
Бернард Лоу родился в Торреоне, в Мексике, 4 ноября 1931 года, где его отец, кадровый офицер ВВС, служил на американской военно-воздушной базе. Посещал школы в Нью-Йорке, Флориде, Джорджии и Барранкилье (Колумбия), но окончил среднюю школу Шарлотты-Амалии в Сен-Томасе, на Американских Виргинских островах.
Будущий кардинал Лоу окончил Гарвардский университет в Кембридже, штат Массачусетс, по специальности история Средневековья, перед тем как вступить на духовную стезю, в семинарии Святого Иосифа в Сент-Бенедикте, штат Луизиана, где он обучался с 1953 года по 1955 год. Далее продолжил своё духовное образование в Папском Иосифском (лат. Josephinum) колледже в Вортингтоне, штат Огайо с 1955 года по 1961 год.
21 мая 1961 года Лоу был посвящён в священники титулярным архиепископом Миры и будущим кардиналом Эджидио Ваньоцци, который в это время был апостольским делегатом папы римского в США. Далее — пастырская работа священником епархии Натчес-Джексона, штат Миссисипи. Два года работал помощником священника, потом был назначен редактором епархиальной газеты Mississippi Register. Также с 1963 года по 1968 год занимал несколько других постов в епархии, включая посты директора бюро по вопросам семейной жизни и духовного директора младшей семинарии.

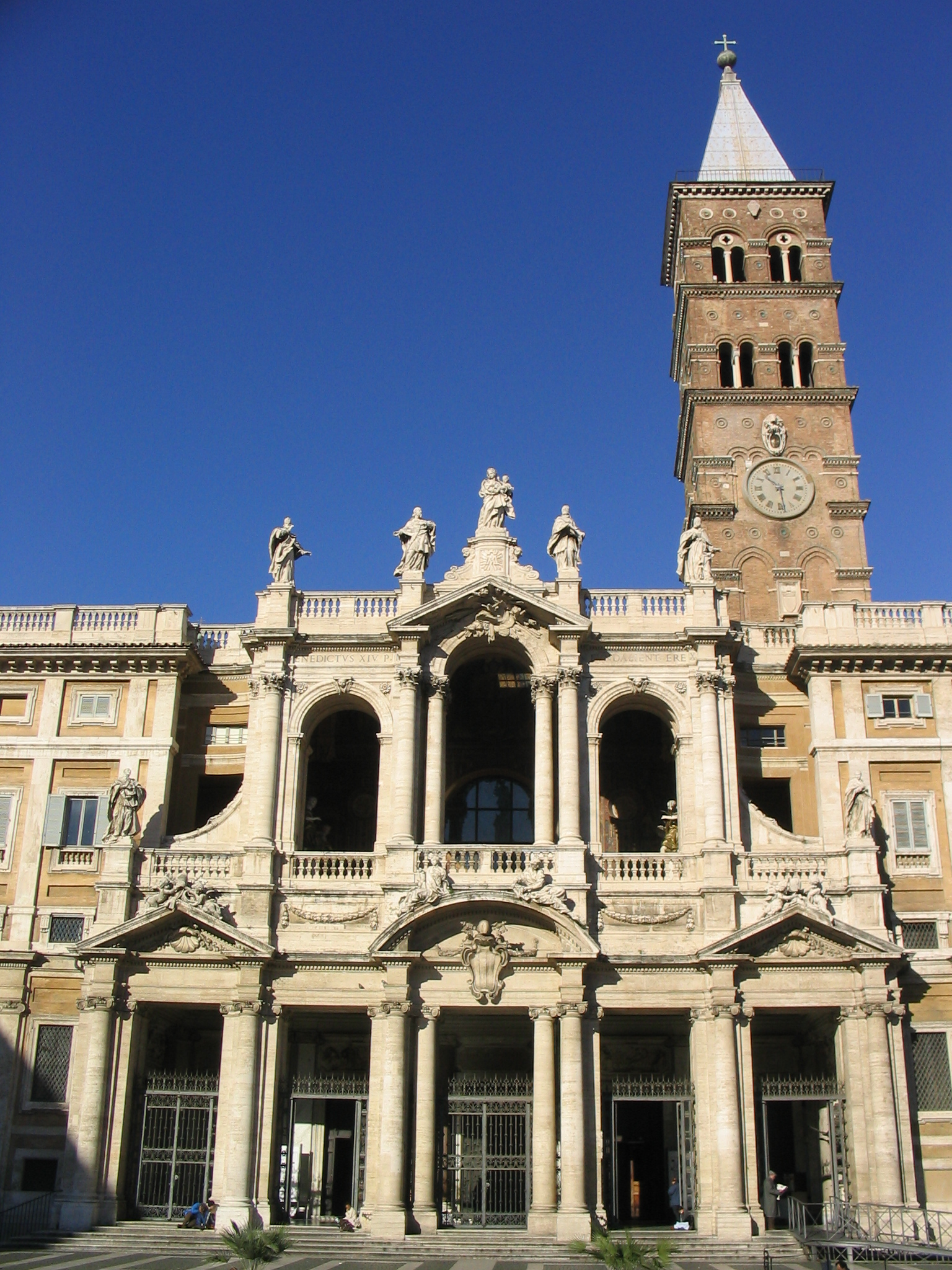
Базилика Санта-Мария Маджоре, архипресвитером которой являлся кардинал Лоу

## Активист движения за гражданские права
Лоу был активистом движения за гражданские права и в своё время даже принял участие в ряде его маршей. Он был членом конференции лидерства штата Миссисипи и совета по правам человека Миссисипи. За свою борьбу за гражданские права и за свои сильные редакционные статьи на тему гражданских прав в Mississippi Register, получал угрозы смерти.
Лоу привлёк внимание всей страны к своей работе на поприще экуменизма на американском Юге в 1960-х годах, и в 1968 году он был назначен на свой первый национальный пост — руководителя Секретариата по экуменическим и межрелигиозным делам Конференции католических епископов США.

## Епископ Спрингфилдский
22 октября 1973 года папа римский Павел VI назначил его епископом Спрингфилдским, штат Миссури. Он был рукоположён в сан 5 декабря 1973 года епископом Натчес-Джексона Джозефом Бернардом Брунини, помощниками которого выступали архиепископ Вашингтона, будущий кардинал Уильям Баум и архиепископ Цинциннати и также будущий кардинал Джозеф Бернардин.
В 1975 году он вновь стал объектом внимания журналистов, когда принял меры к переселению в свою епархию 166 вьетнамских беженцев, членов вьетнамского религиозного ордена — конгрегации редемптористов, которые прибыли в Соединённые Штаты.
В продолжение своей экуменической работы Лоу стал инициатором образования Конференции христианского лидерства Миссури. В 1976 году был назначен членом ватиканского Секретариата (теперь это Папский Совет) содействия христианскому единству и до 1981 года работал там советником Комиссии по религиозным отношениям с евреями. В конце 1970-х годов Лоу также возглавлял Комитет по экуменическим и межрелигиозным делам Конференции католических епископов США.
В 1981 году Лоу был назначен ватиканским координатором программы перехода членов американской епископальной церкви в католическое духовенство, которая была разработана ватиканской Конгрегацией доктрины веры. За первый же год действия этой программы 64 бывших епископальных священника подали прошения о переходе.
В этот же период Лоу также был активным защитником «права на жизнь» и резко высказывался против абортов. В период президентской кампании 1984 года, когда католичка Джеральдина Ферраро была выдвинута кандидатом в вице-президенты от Демократической партии, Лоу и тогдашний архиепископ Нью-Йорка Джон О’Коннор осудили её за поддержку прав на аборт для женщин. Епископ Лоу назвал проблему абортов «критической проблемой современного времени».

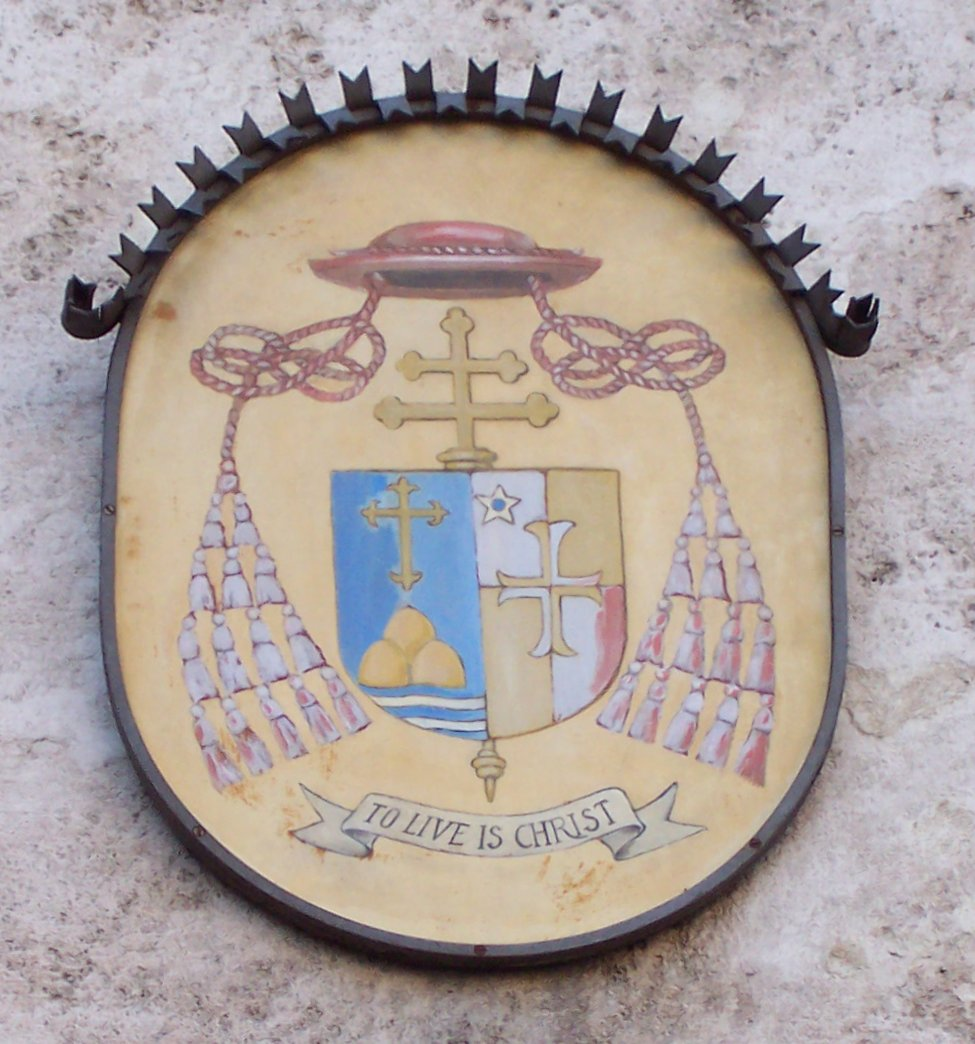
Герб кардинала Бернарда Фрэнсиса Лоу на его титульной церкви Святой Сюзанны

## Архиепископ Бостона
11 января 1984 года Бернард Лоу был назначен папой римским Иоанном Павлом II архиепископом Бостона, с титулом прелат-епископ митрополии Бостона, третьей по величине в США. Он был формально утверждён в должности 23 марта 1984 года.
Немногим более чем через год, на консистории 25 мая 1985 года, Лоу стал членом Коллегии кардиналов, кардиналом-священником титулярной церкви Санта-Сусанна.
Он произнёс свою первую речь как кардинал в 1985 году на чрезвычайном Синоде епископов, который отмечал 20-ю годовщину окончания Второго Ватиканского Собора. Именно эта речь стала толчком к подготовке нового Катехизиса Католической церкви. Лоу же координировал первую редакцию его английского перевода.
В середине 1980-х годов Лоу стал председателем Комитета американских епископов по пастырским исследованиям и деятельности. Главным достижением этой организации в бытность Лоу её главой был доклад по поводу масонства. Из него следовало, что «принципы и основные ритуалы масонства воплощают натуралистическую религию, активное участие в которой является несовместимым с христианской верой и практикой».
В 1989 и 1990 годах кардинал Лоу посетил Кубу. Его встреча с Фиделем Кастро в 1990 году продолжалась более двух часов. В январе 1998 года он же возглавлял делегацию 240 бостонцев на Кубе в период апостольского визита туда Иоанна Павла II. В 2000 году он был членом межамериканской делегации епископов, которая встретилась с Кастро и беседовала с ним больше четырёх часов.
В период своего архиепископства он продолжал быть постоянным защитником права на жизнь нерождённых детей. Однако, в 1995 году, когда некий Джон Сальви осуществил нападения на два бостонских абортария, он наложил мораторий на их пикетирование.
С 6 марта 2000 года — член Совета кардиналов по изучению организационных и экономических проблем Святого Престола.

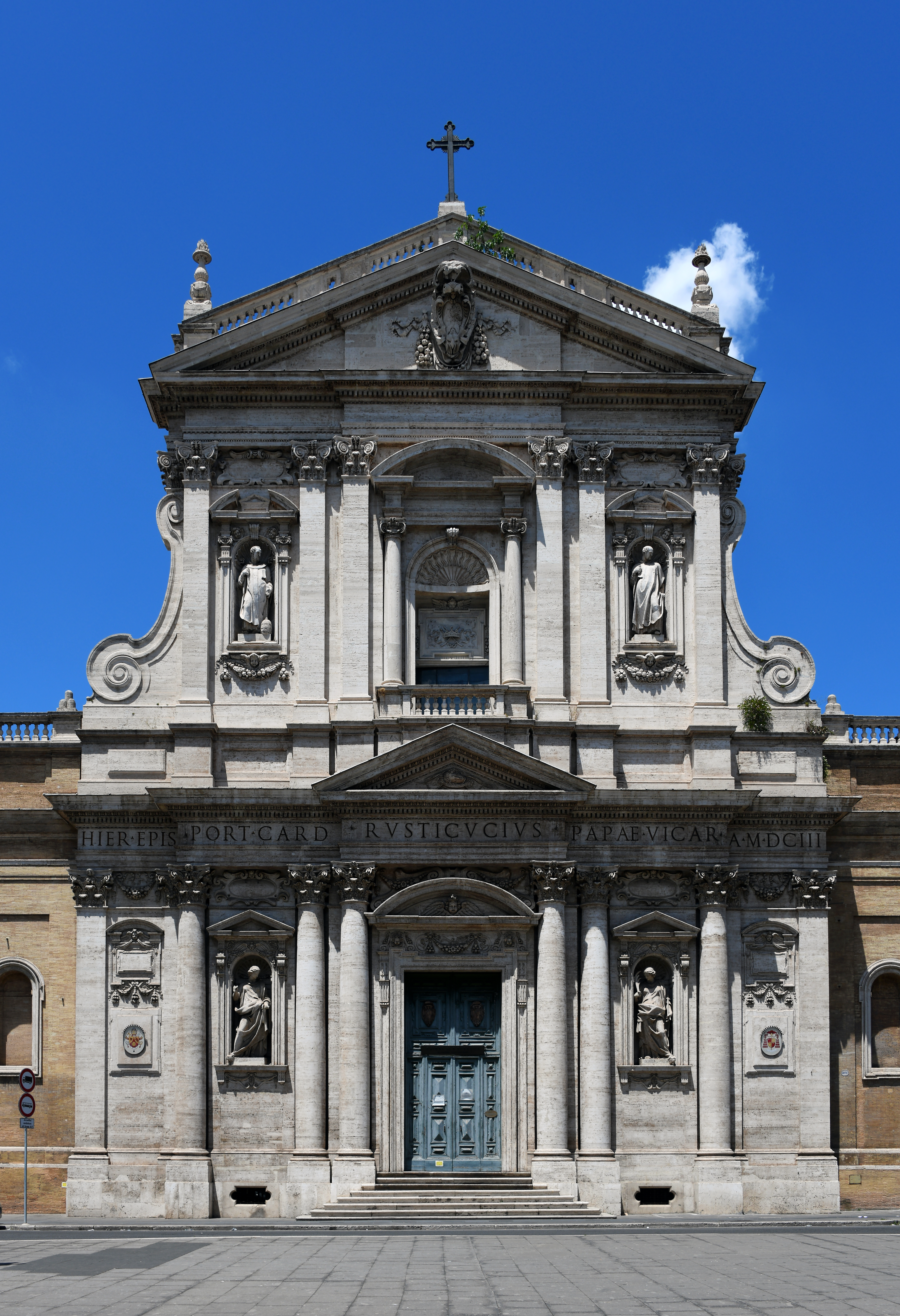
Римская церковь св. Сюзанны, титульная церковь кардинала Лоу

После своей отставки с поста архиепископа Бостона 13 декабря 2002 годо кардинал Лоу был назначен папой римским Иоанном Павлом II на несколько важных постов в Риме и Ватикане. Он был архипресвитером базилики ди Санта Мария Маджоре (до 2011 года), кардинал-священником церкви Святой Сюзанны в Риме и членом Римской курии, которая управляет Римской церковью.

## Педофильский скандал
Правление кардинала Лоу как архиепископа Бостона пользовалось популярностью в самом начале, но в итоге эта популярность сошла на нет к концу правления Бостонской архиепархии. Обвинения в педофильских наклонностях священников митрополии Бостона стали широко распространяться пострадавшими католиками, католики других епархий США на этой волне начали собственные расследования в своих диоцезах. Действия кардинала Лоу привели к тщательному публичному расследованию Конференции католических епископов США прошлых и текущих обвинений против католических священников. События в бостонской митрополии вызвали грандиозный скандал на почве сексуальных домогательств малолетних в национальной Римско-католической церкви.
Были опубликованы документы, в которых говорилось, что кардинал Лоу знал о сексуальных домогательствах некоторых священников своей митрополии, но ничего не предпринимал и даже укрывал тех, кто этим занимался. Например, в период правления кардинала Лоу священники Пол Шанли и Джон Джиган переводились из прихода в приход в пределах епархии, несмотря на всё повторяющиеся обвинения их в приставании к детям.
В результате этого грандиозного сексуального скандала митрополия Бостона выплатила миллионы долларов в качестве штрафов пострадавшим. Более чем пятьдесят священников подписали письмо, в котором они отказывали в доверии кардиналу Лоу и просили его подать в отставку, такого раньше никогда не случалось в истории американской католической церкви. В конечном итоге из-за скандала митрополия была вынуждена закрыть целых шестьдесят пять приходов.
Кардинал Лоу понимая, какой ущерб нанесён Бостонской митрополии, подал в отставку, и папа римский Иоанн Павел II принял его отставку 13 декабря 2002 года. В своем заявлении кардинал Лоу в частности написал: «У всех тех, кто пострадал от моих недостатков и ошибок, я прошу прощения». Вскоре кардинал Лоу покинул США и перебрался в Ватикан.

## Назначения вкурии
После отставки и отъезда из Бостона 27 мая 2004 года папа римский Иоанн Павел II назначил кардинала Лоу на несколько административных постов в Римской курии и назвал его архипресвитером базилики Санта-Мария-Маджоре, одной из пяти главных базилик Римско-католической церкви Это назначение вызвало возмущение в кругах тех, кто пострадал от скандала в США, и было расценено как неуважение к жертвам скандала.
После смерти и похорон папы римского Иоанна Павла II в 2005 году, кардинал Йозеф Ратцингер, декан Коллегии кардиналов (который позже стал преемником Иоанна Павла II как папа римский Бенедикт XVI), предоставил кардиналу Лоу честь отслужить одну из девяти официальных ватиканских заупокойных месс в течение девяти официальных дней траура по усопшему понтифику.
Как член Коллегии кардиналов моложе 80 лет, Лоу был одним из кардиналов-выборщиков, участвовавших в папском Конклаве 2005 года, который избрал Папой римским Бенедикта XVI как преемника Иоанна Павла II. В дневнике, изданном одним анонимным кардиналом после завершения конклава, говорится, что на последней баллотировке Лоу получил один голос.
4 ноября 2011 года кардиналу Бернарду Лоу исполнилось 80 лет, и он потерял право на участие в Конклавах.
21 ноября 2011 года кардинал Лоу покинул пост архипресвитера Папской базилики Санта-Мария-Маджоре. Его преемником стал вице-камерленго Римско-католической церкви — титулярный архиепископ Тамады Сантос Абриль-и-Кастельо. Интересно, что в официальном ватиканском коммюнике не говорится об отставке кардинала Лоу, говорится, что Сантос Абриль был назначен архипресвитером базилики. Как говорят некоторые эксперты, это связано с репутацией кардинала Лоу после педофильского скандала.
После продолжительной болезни кардинал Лоу умер в Риме 20 декабря 2017 года.